# نپتون ایر
نپتون ایر (به انگلیسی: Neptune Air) یک شرکت هواپیمایی با کد یاتا N7 است که در تاریخ ۱۹۷۰ میلادی تأسیس شده است. قطب این شرکت هواپیمایی در فرودگاه بین‌المللی کوالالامپور قرار دارد.